# Archocentrus centrarchus
Espèce
Archocentrus centrarchus est une espèce de poissons néotropicaux.